# Lijst van records uit De Vier van Noord-Holland
Deze lijst bevat records uit de De Vier van Noord-Holland van 2024 tot nu.

## Meeste eindoverwinningen
Top-divisie Mannen
| Aantal | Schaatser     | Jaar |
| ------ | ------------- | ---- |
| 1x     | Bart Hoolwerf | 2024 |

Top-divisie Vrouwen
| Aantal | Schaatser          | Jaar |
| ------ | ------------------ | ---- |
| 1x     | Marijke Groenewoud | 2024 |

## Meeste eindoverwinningen podia
Top-divisie Mannen
| Aantal | Schaatser     | Jaar |
| ------ | ------------- | ---- |
| 1x     | Bart Hoolwerf | 2024 |
| 1x     | Bart Swings   | 2024 |
| 1x     | Luc ter Haar  | 2024 |

Top-divisie Vrouwen
| Aantal | Schaatser          | Jaar |
| ------ | ------------------ | ---- |
| 1x     | Marijke Groenewoud | 2024 |
| 1x     | Bente Kerkhoff     | 2024 |
| 1x     | Esther Kiel        | 2024 |

## Meeste sprintklassement overwinningen
Top-divisie Mannen
| Aantal | Schaatser      | Jaar |
| ------ | -------------- | ---- |
| 1      | Casper de Gier | 2024 |

Top-divisie Vrouwen
| Aantal | Schaatser   | Jaar |
| ------ | ----------- | ---- |
| 1x     | Esther Kiel | 2024 |

## Meeste wedstrijdoverwinningen
Top-divisie Mannen
| Aantal | Schaatser         | Jaar |
| ------ | ----------------- | ---- |
| 2x     | Bart Hoolwerf     | 2024 |
| 1x     | Luc ter Haar      | 2024 |
| 1x     | Sjoerd den Hertog | 2024 |

Top-divisie Vrouwen
| Aantal | Schaatser          | Jaar |
| ------ | ------------------ | ---- |
| 4x     | Marijke Groenewoud | 2024 |

## Meeste podiumplaatsen
Top-divisie Mannen
| Aantal | Schaatser         | Jaar |
| ------ | ----------------- | ---- |
| 3x     | Bart Hoolwerf     | 2024 |
| 2x     | Bart Swings       | 2024 |
| 2x     | Harm Visser       | 2024 |
| 1x     | Luc ter Haar      | 2024 |
| 1x     | Sjoerd den Hertog | 2024 |
| 1x     | Christian Haasjes | 2024 |
| 1x     | Jorian ten Cate   | 2024 |
| 1x     | Jeroen Janissen   | 2024 |

Top-divisie Vrouwen
| Aantal | Schaatser          | Jaar |
| ------ | ------------------ | ---- |
| 4x     | Marijke Groenewoud | 2024 |
| 4x     | Bente Kerkhoff     | 2024 |
| 2x     | Esther Kiel        | 2024 |
| 1x     | Gioya Lancee       | 2024 |
| 1x     | Lianne van Loon    | 2024 |

## Meeste dagen in hetOranje vissenpak
Top-divisie mannen
| Aantal | Schaatser     | Jaar |
| ------ | ------------- | ---- |
| 4      | Bart Hoolwerf | 2024 |

Top-divisie Vrouwen
| Aantal | Schaatser          | Jaar |
| ------ | ------------------ | ---- |
| 4      | Marijke Groenewoud | 2024 |

## Meeste dagen in hetHet lotenpak
Top-divisie mannen
| Aantal | Schaatser      | Jaar |
| ------ | -------------- | ---- |
| 3      | Casper de Gier | 2024 |
| 1      | Bart Hoolwerf  | 2024 |

Top-divisie Vrouwen
| Aantal | Schaatser   | Jaar |
| ------ | ----------- | ---- |
| 4      | Esther Kiel | 2024 |

## Snelste wedstrijdgemiddelde (tien snelste schaatsmarathons)
Top-divisie mannen
| Snelste gemiddelde        | Tijd     | Ronden | Schaatsster       | Nationaliteit | Ploeg                           | Wedstrijd                                |
| ------------------------- | -------- | ------ | ----------------- | ------------- | ------------------------------- | ---------------------------------------- |
| 46,9 km/h (gem. 30,7sec)  | 00:39:10 | 100    | Luc ter Haar      | Nederland     | Bouwselect / De Haan Westerhoff | De Vier van Noord-Holland 2 2024         |
| 46,7 km/h (gem. 30,8 sec) | 00:41:08 | 80     | Bart Hoolwerf     | Nederland     | Team Reggeborgh                 | De Vier van Noord-Holland 1 2024         |
| 45,2 km/h (gem. 31,9sec)  | 01:03:43 | 120    | Bart Hoolwerf     | Nederland     | Team Reggeborgh                 | De Vier van Noord-Holland 3 2024         |
| 43,7 km/h (gem. 32,9sec)  | 01:16:51 | 140    | Sjoerd den Hertog | Nederland     | Royal A-ware                    | De Vier van Noord-Holland 4; finale 2024 |

Top-divisie Vrouwen
| Snelste gemiddelde        | Tijd     | Ronden | Schaatsster        | Nationaliteit | Ploeg                        | Wedstrijd                                |
| ------------------------- | -------- | ------ | ------------------ | ------------- | ---------------------------- | ---------------------------------------- |
| 42,9 km/h (gem. 33.6sec)  | 00:51:11 | 70     | Marijke Groenewoud | Nederland     | Team Albert Heijn Zaanlander | De Vier van Noord-Holland 2 2024         |
| 42,8 km/h (gem. 33,6 sec) | 00:33:38 | 60     | Marijke Groenewoud | Nederland     | Team Albert Heijn Zaanlander | De Vier van Noord-Holland 1 2024         |
| 41,2 km/h (gem. 34,9sec)  | 00:46:33 | 80     | Marijke Groenewoud | Nederland     | Team Albert Heijn Zaanlander | De Vier van Noord-Holland 3 2024         |
| 39,8 km/h (gem. 36,2sec)  | 01:00:21 | 100    | Marijke Groenewoud | Nederland     | Team Albert Heijn Zaanlander | De Vier van Noord-Holland 4; finale 2024 |

## Meeste overwinningen per baan
Top-divisie Mannen
| IJsbaan         | Plaats    | Schaatser         | Aantal | Jaartal |
| --------------- | --------- | ----------------- | ------ | ------- |
| De Westfries    | Hoorn     | Bart Hoolwerf     | 1      | 2024    |
| De Meent        | Alkmaar   | Luc ter Haar      | 1      | 2024    |
| IJsbaan Haarlem | Haarlem   | Bart Hoolwerf     | 1      | 2024    |
| Jaap Edenbaan   | Amsterdam | Sjoerd den Hertog | 1      | 2024    |

Top-divisie Vrouwen
| IJsbaan         | Plaats    | Schaatser          | Aantal | Jaartal |
| --------------- | --------- | ------------------ | ------ | ------- |
| De Westfries    | Hoorn     | Marijke Groenewoud | 1      | 2024    |
| De Meent        | Alkmaar   | Marijke Groenewoud | 1      | 2024    |
| IJsbaan Haarlem | Haarlem   | Marijke Groenewoud | 1      | 2024    |
| Jaap Edenbaan   | Amsterdam | Marijke Groenewoud | 1      | 2024    |

Oranje vissenpak · 
Blauwe lotenpak · 
Records
·2024 ·